# Zwavelstuitkuiftangare
De zwavelstuitkuiftangare (Heterospingus rubrifrons) is een vogelsoort uit de familie Thraupidae (tangaren).

## Verspreiding en leefgebied
Deze soort komt voor in Costa Rica en Panama. De dieren leven vaak in de bossen.